# Tóth Luca
Tóth Luca (Budapest, 1989. április 7. – ) magyar animációs filmrendező, forgatókönyvíró.

## Életpályája
2008-ban érettségizett a Berzsenyi Dániel Gimnáziumban, azt követően a Moholy-Nagy Művészeti Egyetemen szerzett BA diplomát 2011-ben animáció szakon, majd Londonban, a Royal College of Art (RCA) mesterszakát (MA) végezte el (2013). Diplomafilmje, A kíváncsiság kora (The Age Of Curious), a 2014-es Annecy-i Nemzetközi Animációs Filmfesztiválon a vizsgafilmek kategóriában külön dicséretében részesült.
2013-ban alapító tagja volt a Fakt 13 Visual Lab elnevezésű, álló- és mozgóképpel, illusztrációval, valamint animációs film rendezéssel foglalkozó kísérleti művészeti műhelynek. 2014 októberétől részt vett egy egyéves Animation Sans Frontière workshop-sorozaton. A 2016-ban elkészült Superbia kisfilmjét beválogatták a 2016-os cannes-i fesztivál Kritikusok Hete szekciójának rövid versenyfilmjei közé, majd további 80 nemzetközi filmfesztiválon szerepelt.
A 2019-ben francia-magyar koprodukcióban készült Lidérc úr című animációs filmjét beválogatták a 2019. évi Berlini Nemzetközi Filmfesztivál rövidfilm programjába.

## Filmjei
- 2009 – Mézes Mázos (animációs kisfilm, 2'51") (Jurik Kristóffal közösen)
- 2011 – LovagLegény (KnightGuy) (animációs kisfilm, 1'16") (Juhász Márkkal és Klement Csabával közösen)
- 2011 – Libegő (animációs kisfilm, 1'38") (Szalóki Ági énekére)
- 2013 – Left (animációs kisfilm, 12')  (animátor, r.: Eamonn O Neill)
- 2013 – A kíváncsiság kora (The Age Of Curious) (animációs kisfilm, 7'40")
- 2014 – Same Old, Same Old… (animációs kisfilm, 2'48")
- 2016 – Superbia (animációs kisfilm, 15')
- 2019 – Lidérc úr (animációs kisfilm, 19')

## Díjai
- 2014 – Annecy-i Nemzetközi Animációs Filmfesztivál – a zsűri külön dicsérete (A kíváncsiság kora)